# 함소원
함소원(1976년 6월 5일 ~ )은 대한민국의 배우이자 인플루언서이다.

## 주요 이력
1997년 미스코리아 '태평양' 입상으로 연예계에 데뷔하였다.
2002년 영화 《색즉시공》, 시트콤 《대박가족》등 영화, 드라마, 각종 예능 방송과 연극, 뮤지컬까지 다양하게 활동을 하였으며, 2002년 싱글 앨범 《So Won No.1》을 발매하며 동시에 가수로서도 데뷔하였다.
2008년, 한국을 떠나 중국에서 활동을 시작하였으며 활발한 활동으로 인기를 모았다고 한다.
계속 중국에서 활동을 해오다가 2017년 5월, tvN 《현장토크쇼 택시》에 출연하며 9년여 만에 한국 방송에 모습을 드러내 시청자들의 이목을 끌었다.
18세 연하인 중국의 SNS 스타 진화(중국어: 陈华, Chén huá)와 2018년 4월 18일에 결혼하였으며, 2018년 12월 18일 오전 11시 22분 득녀하였다.

## 출연 작품

### 드라마
- 1995년 MBC 금요단막극 《베스트극장》
- 1999년 KBS2 일요단막극 《일요베스트》
- 2000년 SBS 일요아침드라마 《좋아 좋아》 ... 오미라 역
- 2000년 SBS 일일시트콤 《골뱅이》
- 2002년 SBS 일일시트콤 《대박가족》 ... 어린이집 교사 함소원 역
- 2003년 KBS1 대하드라마 《무인시대》 ... 아란 역
- 2007년 XTM 심야극장 《여기는 어디냐?》

중국드라마
- 2013년 CCTV 《꽃이 지면 꽃이 또 피고(女主播风云)》

### 영화
- 1995년 《헤어드레서》 ... 송양 역
- 2002년 《색즉시공》 ... 김현희 역
- 2004년 《월희의 백설기》
- 2005년 《여기는 어디냐?》 ... 미영 역

중국영화
- 2014년 《특공아미라(特工艾米拉)》

### 연극
- 2006년 《예스터데이》

### 뮤지컬
- 2006년 《마리》

### 예능
- 1997년 KBS 《코미디 세상만사》
- 2000년 SBS 《기쁜 우리 토요일》
- 2001년 SBS 《좋은 친구들》
- 2001년 KBS 《도전 지구탐험대》
- 2001년 SBS 《남희석의 색다른 밤》
- 2001년 SBS 《코미디쇼 오 해피데이》
- 2018년 MBC 《비디오스타》
- 2018년 TV조선 《아내의 맛》
- 2018년 KBS 《해피투게더 (텔레비전 프로그램)》
- 2019년 JTBC 《한끼줍쇼》 - 153회 게스트 출연 (업텐션 멤버 이진혁과 함께 출연)
- 2019년 MBC 《미스터리 음악쇼 복면가왕》 - 내가 올라가야 하지 않겠어? 최저임금 <참가자>
- 2019년 KBS 《TV는 사랑을 싣고》
- 2020년 채널A 《풍문으로 들었쇼》

### 기타
- 2005년 요가지도사 자격증 취득
- 2008년 요가 DVD

## 음반
- 2003년 1집 싱글앨범 Bye Bye 발매
- 2008년 2집 싱글앨범 Cross (2008년 3월 28일 발매)
- 2020년 아내의 맛 디지털 싱글 늙은여자 (2020년 6월 2일 발매)

## 홍보대사
- 2006년 청소년 보호 육성회 동부 연합회 홍보대사
- 2007년 세계힙합페스티벌 홍보대사
- 2019년 트리첵(TriCheck) 임신진단키트 홍보대사

## 수상
- 1997년 미스코리아 경기 진(眞)
- 1997년 미스코리아 태평양
- 2018년 대한민국 문화연예대상 《예능부문 여자우수상》
- 2019년 제24회 소비자의 날 문화연예 시상식 《예능부분 방송인상》[4]

## 같이 보기
- 미스코리아
- 미스코리아 경기